# Liste der Kulturdenkmäler in Lloret de Mar
Die Liste der Kulturdenkmäler in Lloret de Mar führt alle im Inventari del Patrimoni Arquitectònic Català aufgeführten Kulturdenkmäler in Lloret de Mar auf. Die mit BCIN gekennzeichneten Einträge sind als Bé Cultural d’Interès Nacional geschützt.
| Bild                                                | Bezeichnung                                                   | Lage                                                           | Beschreibung | Bauzeit                                      | Eingetragen seit | Denkmal- nummer       |
| --------------------------------------------------- | ------------------------------------------------------------- | -------------------------------------------------------------- | --- | -------------------------------------------- | ---------------- | --------------------- |
| Castell de Sant Joan de Lloret (Lloret de Mar)      | Castell de Sant Joan de Lloret (Lloret de Mar)                | Camí del Castell de Sant Joan Karte                            | Burg Sant Joan de Lloret, Romanik | Jahrhundert XI, XV, XVI, XVIII, XIX, XX, XXI |                  | BCIN 1002-MH IPAC, PM |
| weitere Bilder                                      | Can Grassot (Lloret de Mar)                                   | C. Josep Maria Coll i Rodes, 2-4 Karte                         | Can Grassot oder Can Sensio, Verteidigungsturm (gegen Piraten), Eklektizismus | Jahrhundert XV, XVI, XX (Mitte)              |                  | BCIN 1836-MH IPAC, PM |
| Jardins de Santa Clotilde (Lloret de Mar)           | Jardins de Santa Clotilde (Lloret de Mar)                     | Karte                                                          | Gärten Santa Clotilde, oder Casa Roviralta, Noucentisme | Jahrhundert XX (Anfang)                      |                  | BCIN 1937-JH IPAC, PM |
| weitere Bilder                                      | Església de Sant Romà i Capella del Santíssim (Lloret de Mar) | Pl. de l’Església Karte                                        | Die Pfarrkirche Sant Romà i Capella del Santíssim oder Sant Romà de Lloret des Architekten Bonaventura Conill i Montobbio (1876–1946) in auffällig buntem Stil des Modernisme ist eine Hauptsehenswürdigkeit der Stadt, Gotik, Modernisme | Jahrhundert XVI, XX (1917)                   |                  | IPAC, PM              |
| weitere Bilder                                      | Rectoria (Lloret de Mar)                                      | C. Miquel Ferrer - pl. de l'Església Karte                     | Pfarrhaus, oder Pfarrschule, Modernisme | Jahrhundert XX (1920)                        |                  | IPAC, PM              |
| weitere Bilder                                      | Ajuntament (Lloret de Mar)                                    | Pl. de la Vila Karte                                           | Rathaus, Neoklassizismus | Jahrhundert XIX (Ende), XX (Ende)            |                  | IPAC, PM              |
| weitere Bilder                                      | El Liceu (Lloret de Mar)                                      | C. Enric Prat de la Riba, 8 Karte                              | Lyzeum, oder Can Durall, Eklektizismus, Neoklassizismus | Jahrhundert XIX, XXI (Anfang)                |                  | IPAC, PM              |
| weitere Bilder                                      | Can Grau (Lloret de Mar)                                      | C. Sant Romà, 16-18 Karte                                      | Can Grau, Traditionelle Architektur | Jahrhundert XVIII                            |                  | IPAC, PM              |
| Casa Marlés (Lloret de Mar)                         | Casa Marlés (Lloret de Mar)                                   | C. Sant Romà, 24 Karte                                         | Casa Marlés, oder Pabordia Nova, Traditionelle Architektur | Jahrhundert XVI, XX (Mitte), XXI (Anfang)    |                  | IPAC, PM              |
| weitere Bilder                                      | Can Garriga (Lloret de Mar)                                   | Pg. Verdaguer Karte                                            | Can Garriga, oder Can Verdaguer, Kulturzentrum Verdaguer, heute Meeresmuseum, Eklektizismus | Jahrhundert XIX (1887)                       |                  | IPAC, PM              |
| Casa Cabanyes (Lloret de Mar)                       | Casa Cabanyes (Lloret de Mar)                                 | C. Agustí Cabanyes, 3 Karte                                    | Casa Cabanyes, oder Casa Agustí Cabanyes, Eklektizismus | Jahrhundert XX (Anfang)                      |                  | IPAC, PM              |
| Antic Cinema Modern (Lloret de Mar)                 | Antic Cinema Modern (Lloret de Mar)                           | Pl. del Carme, 6 - c. de l'Hospital Vell, 18 Karte             | Altes Kino, Modernisme | Jahrhundert XX (1915)                        |                  | IPAC, PM              |
| Passeig Mossèn Cinto Verdaguer (Lloret de Mar)      | Passeig Mossèn Cinto Verdaguer (Lloret de Mar)                | Pg. Verdaguer Karte                                            | Passeig Mossèn Cinto Verdaguer, oder Passeig Verdaguer, Traditionelle Architektur | Jahrhundert XIX (Ende)                       |                  | IPAC, PM              |
| weitere Bilder                                      | Cementiri Municipal (Lloret de Mar)                           | Camí del Repòs Karte                                           | Städtischer Friedhof Lloret de Mar, Modernisme, noucentisme | Jahrhundert XIX (Ende), XX, XXI              |                  | IPAC, PM              |
| Ermita de Sant Quirze (Lloret de Mar)               | Ermita de Sant Quirze (Lloret de Mar)                         | Karte                                                          | Einsiedelei Sant Quirze, oder Sant Quirze de Lloret, Traditionelle Architektur | Jahrhundert XI                               |                  | IPAC, PM              |
| weitere Bilder                                      | Castell d'en Plaja (Lloret de Mar)                            | Pg. de la Caleta Karte                                         | Burg am Strand, Historizismus | Jahrhundert XX (Mitte)                       |                  | IPAC, PM              |
| weitere Bilder                                      | Monument a l'Òpera Marina (Lloret de Mar)                     | Pg. de sa Caleta - Mirador de Mallorca Karte                   | Denkmal l'Òpera Marina, Neues Bauen | Jahrhundert XX                               |                  | IPAC, PM              |
| Monument a la Sardana (Lloret de Mar)               | Monument a la Sardana (Lloret de Mar)                         | Pl. de la Sardana Karte                                        | Sardana-Denkmal, Neues Bauen | Jahrhundert XX                               |                  | IPAC, PM              |
| Antiga Pabordia (Lloret de Mar)                     | Antiga Pabordia (Lloret de Mar)                               | Pl. d’Espanya, 5 Karte                                         | Antiga Pabordia (Ehemalige Propstei), oder Cal Drapaire de la Plaça, Traditionelle Architektur. Heute wird das Haus als Hotel Bella Dolores genutzt. | Jahrhundert XVI                              |                  | IPAC, PM              |
| weitere Bilder                                      | Can Font (Lloret de Mar)                                      | C. Sant Carles, 16-18 Karte                                    | Can Font, oder Can Comadran, Cal Conde, Can Piuet, Modernisme, Neoklassizismus | Jahrhundert XIX, XX (Anfang), XX (Ende)      |                  | IPAC, PM              |
| weitere Bilder                                      | Monument a la Dona Marinera (Lloret de Mar)                   | Pg. Manel Bernat                                               | Denkmal Dona Marinera (Frau des Fischers), oder Venus de Lloret von Ernest Maragall, Traditionelle Architektur | 1966                                         |                  | IPAC, PM              |
| Hotel Guitart Rosa (Lloret de Mar)                  | Hotel Guitart Rosa (Lloret de Mar)                            | C. Sant Pere, 67 Karte                                         | Hotel Guitart Rosa, oder Can Guillemet, Eklektizismus | Jahrhundert XX (Mitte)                       |                  | IPAC, PM              |
| weitere Bilder                                      | Casa Ramon (Lloret de Mar)                                    | C. Sant Martí, 14 Karte                                        | Casa Ramon, Traditionelle Architektur | Jahrhundert XVI, XX, XX (Ende)               |                  | IPAC, PM              |
| Can Lluhí (Lloret de Mar)                           | Can Lluhí (Lloret de Mar)                                     | C. Sant Pere, 64 Karte                                         | Can Lluhí, Historizismus | Jahrhundert XX, XX (Ende)                    |                  | IPAC, PM              |
| weitere Bilder                                      | Hotel Roger de Flor (Lloret de Mar)                           | C. Turó de l’Estelat Karte                                     | Hotel Roger de Flor, oder Torre Esteve, Neues Bauen, Eklektizismus | Jahrhundert XX, XXI (Anfang)                 |                  | IPAC, PM              |
| weitere Bilder                                      | Oratori de Santa Cristina (Lloret de Mar)                     | Camí de Santa Cristina Karte                                   | Kapelle Santa Cristina, Eklektizismus, Traditionelle Architektur | Jahrhundert XX                               |                  | IPAC, PM              |
| weitere Bilder                                      | Ermita de Santa Cristina (Lloret de Mar)                      | Camí de Santa Cristina, 10 Karte                               | Kapelle Santa Cristina, Barock | Jahrhundert XVIII, XXI (Anfang)              |                  | IPAC, PM              |
| weitere Bilder                                      | Santuari de la Mare de Déu de les Alegries (Lloret de Mar)    | Karte                                                          | Kirche Santuari de la Mare de Déu de les Alegries, o Ermita de les Alegries, Església Vella, la Mare de Dé, Romanik, Traditionelle Architektur | Jahrhundert XX (Anfang), XI, XVIII           |                  | IPAC, PM              |
| Les Casetes de l'Àngel (Lloret de Mar)              | Les Casetes de l'Àngel (Lloret de Mar)                        | Karte                                                          | Les Casetes de l'Àngel, Modernisme | Jahrhundert XX (Anfang)                      |                  | IPAC, PM              |
| Monument de l'Àngel (Lloret de Mar)                 | Monument de l'Àngel (Lloret de Mar)                           | Camí de Sant Pere del Bosc, turó de ses Pedres Lluïdores Karte | Monumentalstatue eines Engels, Modernisme | Jahrhundert XX                               |                  | IPAC, PM              |
| Oratori de la Mare de Déu de Gràcia (Lloret de Mar) | Oratori de la Mare de Déu de Gràcia (Lloret de Mar)           | Karte                                                          | Kapelle Mare de Déu de Gràcia, oder Capella-pedró oder de la Mare de Déu de les Creus, Modernisme | Jahrhundert XIX (1898)                       |                  | IPAC, PM              |
| weitere Bilder                                      | Creu de Sant Pere del Bosc (Lloret de Mar)                    | Camí de Sant Pere del Bosc Karte                               | Kreuz Sant Pere del Bosc, Modernisme | Jahrhundert XIX                              |                  | IPAC, PM              |
| weitere Bilder                                      | Santuari de Sant Pere del Bosc (Lloret de Mar)                | Karte                                                          | Kirche Santuari de Sant Pere del Bosc, oder Sant Pere Salou, casa, santuari i asil, Eklektizismus | Jahrhundert XIX (Ende)                       |                  | IPAC, PM              |
| weitere Bilder                                      | Monument a Nicolau Font (Lloret de Mar)                       | Sant Pere del Bosc Karte                                       | Denkmal für Nicolau Font, oder Monument del Conde de Jaruco, Modernisme, Traditionelle Architektur | Jahrhundert XX (Anfang)                      |                  | IPAC, PM              |
| weitere Bilder                                      | Panteó Casanovas i Terrats (Lloret de Mar)                    | Cementiri Karte                                                | Panteó Casanovas i Terrats, Modernisme | Jahrhundert XX (Anfang)                      |                  | IPAC, PM              |
| weitere Bilder                                      | Hipogeu Mataró i Vilallonga (Lloret de Mar)                   | Cementiri Karte                                                | Das Hipogeu Mataró i Vilallonga ist das Grab H5. Es ist im Stil des Modernisme ausgeführt. Künstler war Bonaventura Conill. Die Symmetrieachse des Grabmals ist die Diagonale. Damit nimmt Conill Bezug auf die Lage des Grabes an der Ecke zweier Wege. Im Stile von Antoni Gaudí ist es in organischen Formen gehalten. Die Grundform in der Draufsicht ist das Kreuz als Symbol der Wiederauferstehung. Die Kopfsäule trägt das Symbol der Kornähre als Zeichen des Lebens. | Ca. 1907                                     |                  | IPAC, PM              |
| weitere Bilder                                      | Hipogeu Conill i Aldrich (Lloret de Mar)                      | Cementiri Karte                                                | Hipogeu Conill i Aldrich, Modernisme | Jahrhundert XX (Anfang)                      |                  | IPAC, PM              |
| weitere Bilder                                      | Panteó Costa i Macià (Lloret de Mar)                          | Cementiri Karte                                                | Panteó Costa i Macià, Modernisme | Jahrhundert XX (Anfang)                      |                  | IPAC, PM              |
| weitere Bilder                                      | Hipogeu Durall i Carreras (Lloret de Mar)                     | Cementiri Karte                                                | Hipogeu Durall i Carreras, Modernisme | Jahrhundert XX (Anfang)                      |                  | IPAC, PM              |
| weitere Bilder                                      | Panteó Cabañas (Lloret de Mar)                                | Cementiri Karte                                                | Panteó Cabañas, o Panteó Clua-Viladrich, Modernisme | Jahrhundert XX (Anfang)                      |                  | IPAC, PM              |
| BW                                                  | Hipogeu Bandrich (Lloret de Mar)                              | Cementiri Karte                                                | Hipogeu Bandrich, Modernisme | Jahrhundert XX (Anfang)                      |                  | IPAC, PM              |
| BW                                                  | Hipogeu Zaragoza (Lloret de Mar)                              | Cementiri Karte                                                | Hipogeu Zaragoza, Modernisme | Jahrhundert XX (Anfang)                      |                  | IPAC, PM              |
| BW                                                  | Hipogeu Pujol i Conill (Lloret de Mar)                        | Cementiri Karte                                                | Hipogeu Pujol i Conill, Modernisme | Jahrhundert XX (Anfang)                      |                  | IPAC, PM              |
| weitere Bilder                                      | Panteó Esqueu i Vilallonga (Lloret de Mar)                    | Cementiri Karte                                                | Panteó Esqueu i Vilallonga, panteó núm. 14, Modernisme | Jahrhundert XX (Anfang)                      |                  | IPAC, PM              |
| weitere Bilder                                      | Hipogeu Camps i Nonell (Lloret de Mar)                        | Cementiri Karte                                                | Hipogeu Camps i Nonell, hipogeu núm. 3, Modernisme | Jahrhundert XX (Anfang)                      |                  | IPAC, PM              |
| Hipogeu Conill i Surís (Lloret de Mar)              | Hipogeu Conill i Surís (Lloret de Mar)                        | Cementiri Karte                                                | Hipogeu Conill i Surís, hipogeu núm. 21, Modernisme | Jahrhundert XX (Anfang)                      |                  | IPAC, PM              |
| weitere Bilder                                      | Hipogeu Pujol i Masferrer (Lloret de Mar)                     | Cementiri Karte                                                | Hipogeu Pujol i Masferrer, hipogeu núm. 7, Modernisme | Jahrhundert XX (Anfang)                      |                  | IPAC, PM              |
| BW                                                  | Hipogeu Carreras (Lloret de Mar)                              | Cementiri Karte                                                | Hipogeu Carreras, hipogeu núm. 16, Modernisme | Jahrhundert XX (Anfang)                      |                  | IPAC, PM              |
| weitere Bilder                                      | Hipogeu Durall i Surís (Lloret de Mar)                        | Cementiri Karte                                                | Hipogeu Durall i Surís, hipogeu núm. 4, Modernisme | Jahrhundert XX (Anfang)                      |                  | IPAC, PM              |
| weitere Bilder                                      | Hipogeu Macià i Roca (Lloret de Mar)                          | Cementiri Karte                                                | Hipogeu Macià i Roca, hipogeu núm. 13, Historizismus | Jahrhundert XX (Anfang)                      |                  | IPAC, PM              |
| weitere Bilder                                      | Hipogeu Durall i Maig (Lloret de Mar)                         | Cementiri Karte                                                | Hipogeu Durall i Maig, hipogeu núm. 20, Modernisme | Jahrhundert XX (Anfang)                      |                  | IPAC, PM              |
| weitere Bilder                                      | Hipogeu Fàbregas i Mataró (Lloret de Mar)                     | Cementiri Karte                                                | Hipogeu Fàbregas i Mataró, hipogeus núm. 30 i 31, Modernisme | Jahrhundert XX (Anfang)                      |                  | IPAC, PM              |
| weitere Bilder                                      | Cafè Latino (Lloret de Mar)                                   | Pl. Espanya, 10 Karte                                          | Cafè Latino, Traditionelle Architektur | Jahrhundert XVII, XX (Mitte), XXI (Anfang)   |                  | IPAC, PM              |
| weitere Bilder                                      | Mas Can Sabata (Lloret de Mar)                                | Camí de l'Àngel, 8 Karte                                       | Mas Can Sabata, Traditionelle Architektur. Das Gebäude wird heute als Masia Restaurant Can Sabata genutzt. | Jahrhundert XVI, XX (Ende)                   |                  | IPAC, PM              |
| BW                                                  | Habitatge al carrer Sènia del Barral, 11 (Lloret de Mar)      | C. Sènia del Barral, 11 Karte                                  | Gebäude an der carrer Sènia del Barral, 11, Traditionelle Architektur | Jahrhundert XVIII, XX (Mitte)                |                  | IPAC, PM              |
| weitere Bilder                                      | Antic Escorxador (Lloret de Mar)                              | Av. de Vidreres, 58 Karte                                      | Antic Escorxador, Neues Bauen | Jahrhundert XX (Anfang), XX                  |                  | IPAC, PM              |
| weitere Bilder                                      | Can Xardó (Lloret de Mar)                                     | Av. del Puig de Castellet Karte                                | Can Xardó, o Can Saragossa, Historizismus | Jahrhundert XX, XXI (Anfang)                 |                  | IPAC, PM              |
| weitere Bilder                                      | Casa Armengol (Lloret de Mar)                                 | Barri les Pegueres, c. Costa de Josep Macià Roca, 8 Karte      | Casa Armengol, o Casa Anzizu, Casa Rodés, els Garrofers, Noucentisme | Jahrhundert XX, XXI (Anfang)                 |                  | IPAC, PM              |
| weitere Bilder                                      | Capella dels Sants Metges (Lloret de Mar)                     | C. de l'Hospital Vell, 16 Karte                                | Capella dels Sants Metges, Traditionelle Architektur | Jahrhundert XV, XIX, XX, XX                  |                  | IPAC, PM              |
| weitere Bilder                                      | Collegi de la Immaculada Concepció (Lloret de Mar)            | C. Rector Felip Karte                                          | Collegi de la Immaculada Concepció, o Can Barnés, Xalet Rosa, Col•legi Hispano-Francès, Historizismus | Jahrhundert XIX (Ende), XX (Ende), XX (Ende) |                  | IPAC, PM              |
| weitere Bilder                                      | Can Buc (Lloret de Mar)                                       | Av. del Rieral Karte                                           | Can Buc, oder Can Brugueroles, Can Guinart, Traditionelle Architektur | Jahrhundert XVIII                            |                  | IPAC, PM              |
| weitere Bilder                                      | Habitatge al carrer Santa Cristina, 16 (Lloret de Mar)        | C. Santa Cristina, 16 Karte                                    | Gebäude an der carrer Santa Cristina, 16, Traditionelle Architektur | Jahrhundert XVI                              |                  | IPAC, PM              |
| weitere Bilder                                      | Barraques Agrícoles (Lloret de Mar)                           | Fenals, entre sa Boadella i Cala Banys Karte                   | Für Landwirtschaft oder Weinbau genutzte Hütten, Traditionelle Architektur | Jahrhundert XIX                              |                  | IPAC, PM              |
| weitere Bilder                                      | Can Gallissà (Lloret de Mar)                                  | Pl. París, 1 Karte                                             | Can Gallissà, oder Casa Gallissà, Eklektizismus | Jahrhundert XIX (Ende)                       |                  | IPAC, PM              |

## Ehemalige Kulturdenkmäler
| Bild | Bezeichnung                                       | Lage                                     | Beschreibung                                                                       | Bauzeit                     | Eingetragen seit | Denkmal- nummer |
| ---- | ------------------------------------------------- | ---------------------------------------- | ---------------------------------------------------------------------------------- | --------------------------- | ---------------- | --------------- |
|      | Torre Campderà (Lloret de Mar)                    | C. Francesc Campederà, 45 (abgerissen)   | Turm Campderà, oder Turm Llunàtica, Neues Bauen                                    | Jahrhundert XIX, XX         |                  | IPAC, PM        |
|      | Can Cabanyes (Lloret de Mar)                      | Pg. Verdaguer, 25 (abgerissen)           | Can Cabanyes, oder Banc Santander Hispano, Haus des Doktor Cabanyes, Eklektizismus | Jahrhundert XX (Anfang)     |                  | IPAC, PM        |
|      | Antic Cal Ganxó (Lloret de Mar)                   | C. de la Vila, 16-18 (abgerissen)        | Antic Cal Ganxó, Traditionelle Architektur                                         | Jahrhundert XVII, XX (Ende) |                  | IPAC, PM        |
|      | Antic Can Gelats (Lloret de Mar)                  | C. Enric Prat de la Riba, 5 (abgerissen) | Antic Can Gelats, oder Casa Gelato, Hotel Rosana, Modernisme                       | Jahrhundert XX, XX (Ende)   |                  | IPAC, PM        |
|      | Can Coll (Lloret de Mar)                          | Av. Vila de Blanes (abgerissen)          | Can Coll, o Can Gil, Traditionelle Architektur                                     | Jahrhundert XVI, XX, XX     |                  | IPAC, PM        |
|      | Habitatge al carrer Sant Romà, 15 (Lloret de Mar) | C. Sant Romà, 15 (abgerissen)            | Gebäude an der carrer Sant Romà, 15, Barberia Cases, Traditionelle Architektur     | Jahrhundert XVII, XX (Ende) |                  | IPAC, PM        |